# Noncourt-sur-le-Rongeant
Noncourt-sur-le-Rongeant ist eine französische Gemeinde mit 173 Einwohnern (Stand 1. Januar 2022) im Département Haute-Marne in der Region Grand Est. Sie gehört zum Arrondissement Saint-Dizier und zum Kanton Poissons. 

## Lage
Die Gemeinde Noncourt-sur-le-Rongeant liegt am Fluss Rongeant, acht Kilometer südöstlich von Joinville. Sie ist umgeben von folgenden Nachbargemeinden:
|          | Sailly                                      |                       |
| Poissons | Kompassrose, die auf Nachbargemeinden zeigt | Thonnance-les-Moulins |
|          | Annonville                                  |                       |

## Bevölkerungsentwicklung

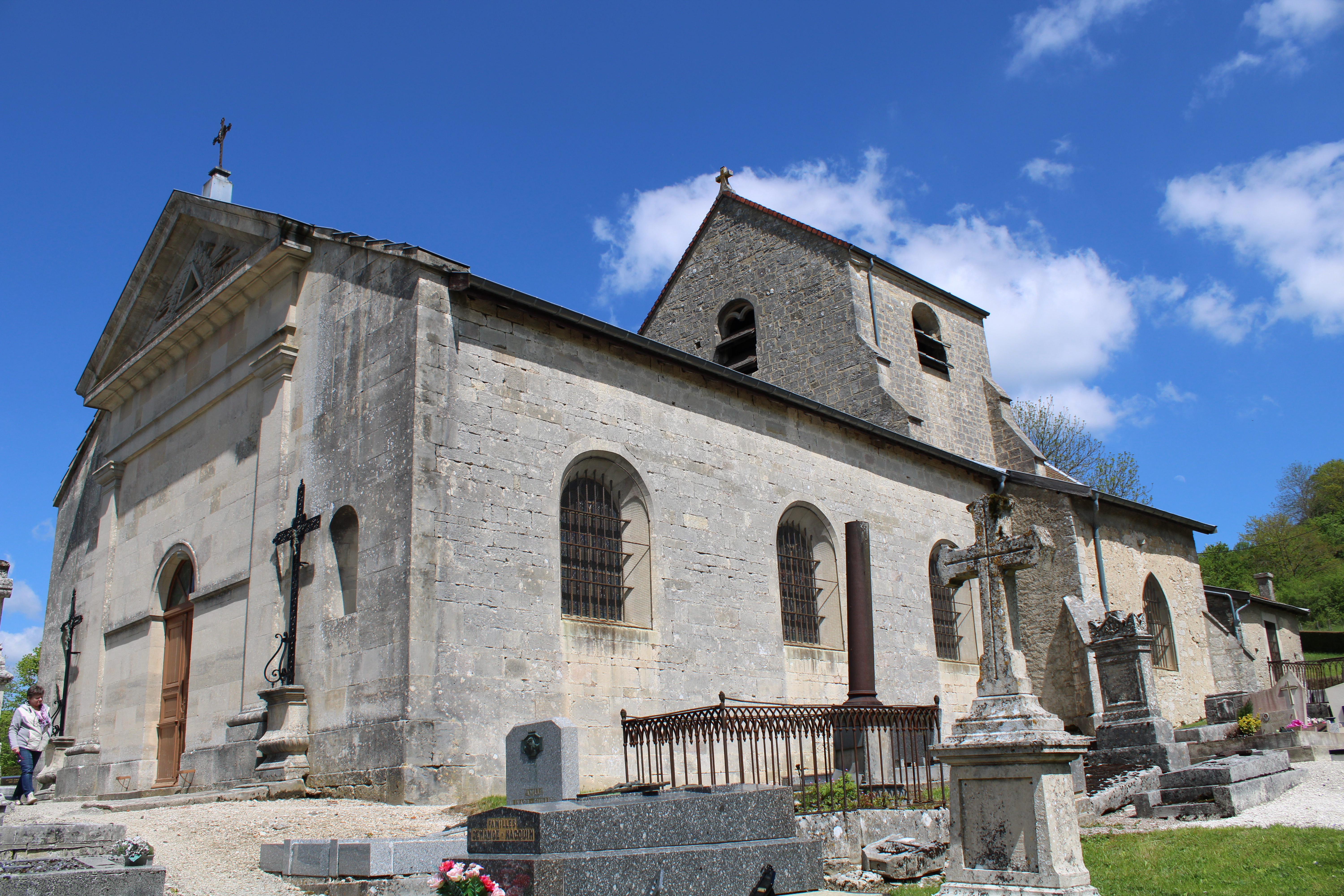
Kirche Saint-Félix

| Jahr                       | 1962 | 1968 | 1975 | 1982 | 1990 | 1999 | 2008 | 2018 |
| -------------------------- | ---- | ---- | ---- | ---- | ---- | ---- | ---- | ---- |
| Einwohner                  | 259  | 281  | 258  | 256  | 215  | 194  | 173  | 176  |
| Quellen: Cassini und INSEE |      |      |      |      |      |      |      |      |